# ساکو پوهاکاینن
ساکو پوهاکاینن (فنلاندی: Saku Puhakainen؛ زادهٔ ۱۴ ژانویهٔ ۱۹۷۵) بازیکن فوتبال اهل فنلاند بود.
از باشگاه‌هایی که در آن بازی کرده‌است می‌توان به باشگاه فوتبال کوسیسی، باشگاه فوتبال میپا، و باشگاه فوتبال تورون پالوسئورا اشاره کرد.
وی همچنین در تیم ملی فوتبال فنلاند بازی کرده‌است.